# توماس وانياما
توماس وانياما (بالإنجليزية: Thomas Wanyama)‏ هو لاعب كرة قدم كيني، ولد في 15 أبريل 1989 في نيروبي في كينيا. شارك مع منتخب كينيا لكرة القدم. أما مع النوادي، فقد لعب مع نادي سوفاباكا.

## وصلات خارجية
- توماس وانياما على موقع قاعدة بيانات كرة القدم.إي يو (الإنجليزية)
- توماس وانياما على موقع ناشيونال فوتبول تيمز (الإنجليزية)